# Friedrich-Engels-Ring

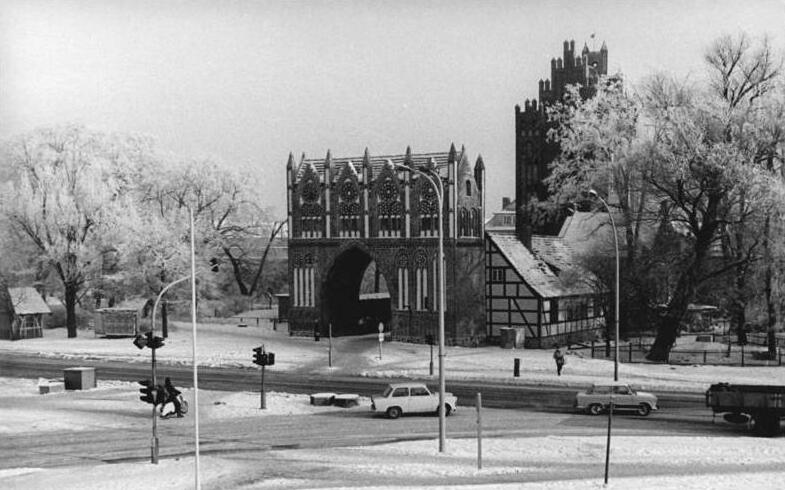
Friedrich-Engels-Ring am Treptower Tor, 1982

Der Friedrich-Engels-Ring (auch Stadtring oder Wallring genannt) ist eine ringförmige Innerortsstraße in der Stadt Neubrandenburg in Mecklenburg-Vorpommern, die vorwiegend durch die zwei Bundesstraßen 96 und 104 gebildet wird. Die nach Ausbau in den 1970er Jahren drei- bis vierspurige, vielbefahrene Ringstraße ist als Einbahnstraße befahrbar. Sie umschließt die Innenstadt Neubrandenburgs samt ihren historischen Wallanlagen.

## Geschichte
Die Stadt wuchs erst Ende des 19. Jahrhunderts über die 2,3 km langen Stadtmauer Neubrandenburg und Wallanlage hinaus. Analog zu den innerhalb der Stadtmauer ringförmig verlaufenden 1. – 5. Ringstraßen bezeichnete man die außerhalb um die Wallanlage führenden Straßen ursprünglich als 1. – 5. Wallstraße. Die Bebauung um die Wallstraßen war überwiegend durch bürgerliche Villen geprägt. Im Laufe der Zeit wurden die Straßen teilweise mehrfach mit, dem jeweilig vorherrschenden gesellschaftlichen und politischem Zeitgeist entsprechenden, neuen Namen versehen. So wurden zu Ehren des Herzogshauses zu Mecklenburg-Strelitz und anlässlich eines Besuches des Herzogspaares Elisabeth und Adolf-Friedrich V. am 1. Juni 1906 die vom Pferdemarkt zum Bahnhof verlaufende 1. Wallstraße zur „Elisabethstraße“ und die östliche anschließende, zum Treptower Tor führende 2. Wallstraße zur „Adolf-Friedrich-Straße“ umbenannt. Die 3. Wallstraße vom Treptower zum Stargarder Tor entlang des Lindebaches wurde „An der Linde“, die 4. Wallstraße vom Stargarder zum Neuen Tor zu Ehren des preußischen Generalfeldmarschalls von Moltke „Moltkestraße“ und die 5. Wallstraße vom Neuen Tor zum Pferdemarkt „Schützenwall“ genannt.
Nach 1945 versah man die Elisabeth- und Adolf-Friedrich-Straße nach einem SPD-Politiker mit den Namen „Rudolf-Breitscheid-Straße“; die Moltkestraße wurde zur „Berliner Straße“. In den 1970er Jahren wurden die Ringstraßen stark verbreitert und dabei viele historische Bauten geopfert. Zum 160. Geburtstag des kommunistischen Theoretikers Friedrich Engels wurden am 28. November 1980 alle die Wallanlage umschließenden Straßen unter dem Namen „Friedrich-Engels-Ring“ zusammengefasst. Während die anderen sozialistisch benannten Straßen im Zentrum Neubrandenburgs nach 1990 umbenannt wurden, ist dies beim Innenstadtring bislang nicht geschehen.

## Verlauf
In den Ring münden:
- von Norden aus Richtung Greifswald die ehemalige B 96 jetzt L 35 als Demminer Straße
- von Osten aus Richtung Pasewalk die B 104 als Woldegker Straße
- von Süden aus Richtung Berlin die B 96 als Neustrelitzer Straße
- von Westen aus Richtung Güstrow die B 104 als Rostocker Straße

In die B 104 münden wiederum aus Westen die B 192 aus Waren (Müritz) kommend sowie die B 197 aus Anklam kommend.
Innerhalb des Stadtrings liegt das durch eine mittelalterliche Wall- und Wehranlage umschlossene Stadtzentrum von Neubrandenburg. Außerhalb davon liegen der Bahnhof im Norden sowie im Osten das Rathaus. Südlich befindet sich das Jahnsportforum mit den sich anschließenden Kulturpark am Tollensesee.

## Ausbauzustand
Bereits um 1970 wurde der Stadtring in Höhe der Wallanlagen zu einer Einbahnstraße ausgebaut. Ziel war es, den Verkehr aus dem Stadtzentrum zu halten. Aktuell ist der Ring dreispurig, teilweise auch vierspurig ausgebaut.
2013 und 2014 wurden Teilabschnitte des Rings umfassend saniert. Dabei wurden die Sanierungsabschnitte zwischen Bahnhof, Rostocker Straße und Lessingstraße vollendet. Die Schillerstraße wurde dabei für den Verkehr von und zum Tollensesee über den Ring geöffnet, um einen direkten Zugang zum See zu schaffen. Im Jahr 2015 wurden weitere Bauabschnitte fertiggestellt, u. a. zwischen Lessingstraße und Neustrelitzer Straße. In den vergangenen Jahren wurde der Abschnitt zwischen Pferdemarkt-Kreuzung und Rostocker Straße saniert. Dabei wurde der Neubrandenburger Bahnhof für den Verkehr von und zur Innenstadt geöffnet. 2021 soll die Pferdemarkt-Kreuzung erneuert werden.

## Verkehrsaufkommen
Der Friedrich-Engels-Ring trägt am Tag rund 35.000 Fahrzeuge. Zu Hauptverkehrszeiten kommt es trotz des Ausbaustandes häufig zu Staus. Mit Fertigstellung der Neubrandenburger Ortsumgehung soll sich die Verkehrssituation auf dem Friedrich-Engels-Ring entspannen.

## Quelle
- Lärmaktionsplan der Stadt Neubrandenburg August 2013